# Chesterfield, Derbyshire
Chesterfield är en stad i grevskapet Derbyshire i England. Staden är huvudort i distriktet med samma namn och ligger vid floderna Hipper och Rothers sammanflöde. Den är belägen cirka 35 kilometer norr om Derby och cirka 16 kilometer söder om Sheffield. Tätortsdelen (built-up area sub division) Chesterfield hade 88 483 invånare vid folkräkningen år 2011. Invånarantalet gör staden till den andra största i Derbyshire, efter staden Derby. Chesterfield ligger längs A61 ungefär 10 kilometer från M1.
Staden är känd för att den stora församlingskyrkan mitt i staden har en skev kyrkspira. Kyrkan är nämligen känd under namnet the Crooked Spire, "den skeva kyrkspiran". Den gamla spiran uppfördes omkring år 1362 och anledningen till krökningarna i spiran är troligen att takbeläggningen är av bly. De närmare orsakerna skulle då vara dels metallens vikt, dels dess utvidgning i de solbelysta delarna av spiran, medan metallen i de icke solbelysta delarna inte expanderar på samma sätt. Det är också en del folklore kring varför spiran har blivit krökt. Kyrkans officiella namn är Church of Saint Mary and All Saints, "Sankta Maria och alla helgons kyrka".
Staden nämndes i Domedagsboken (Domesday Book) år 1086, och kallades då Cestrefeld.

## Bildgalleri

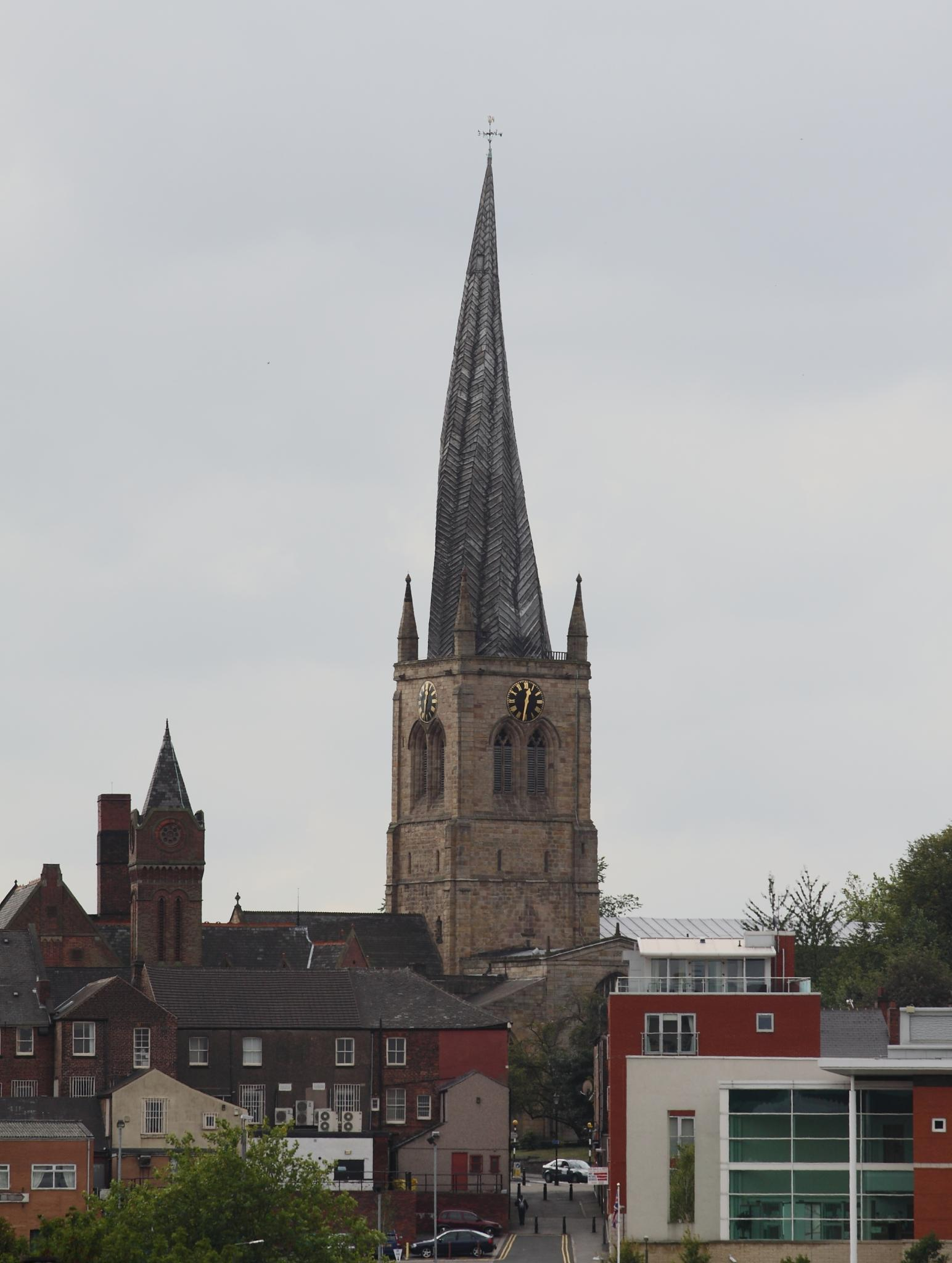
Församlingskyrkan med den skeva kyrkspiran.
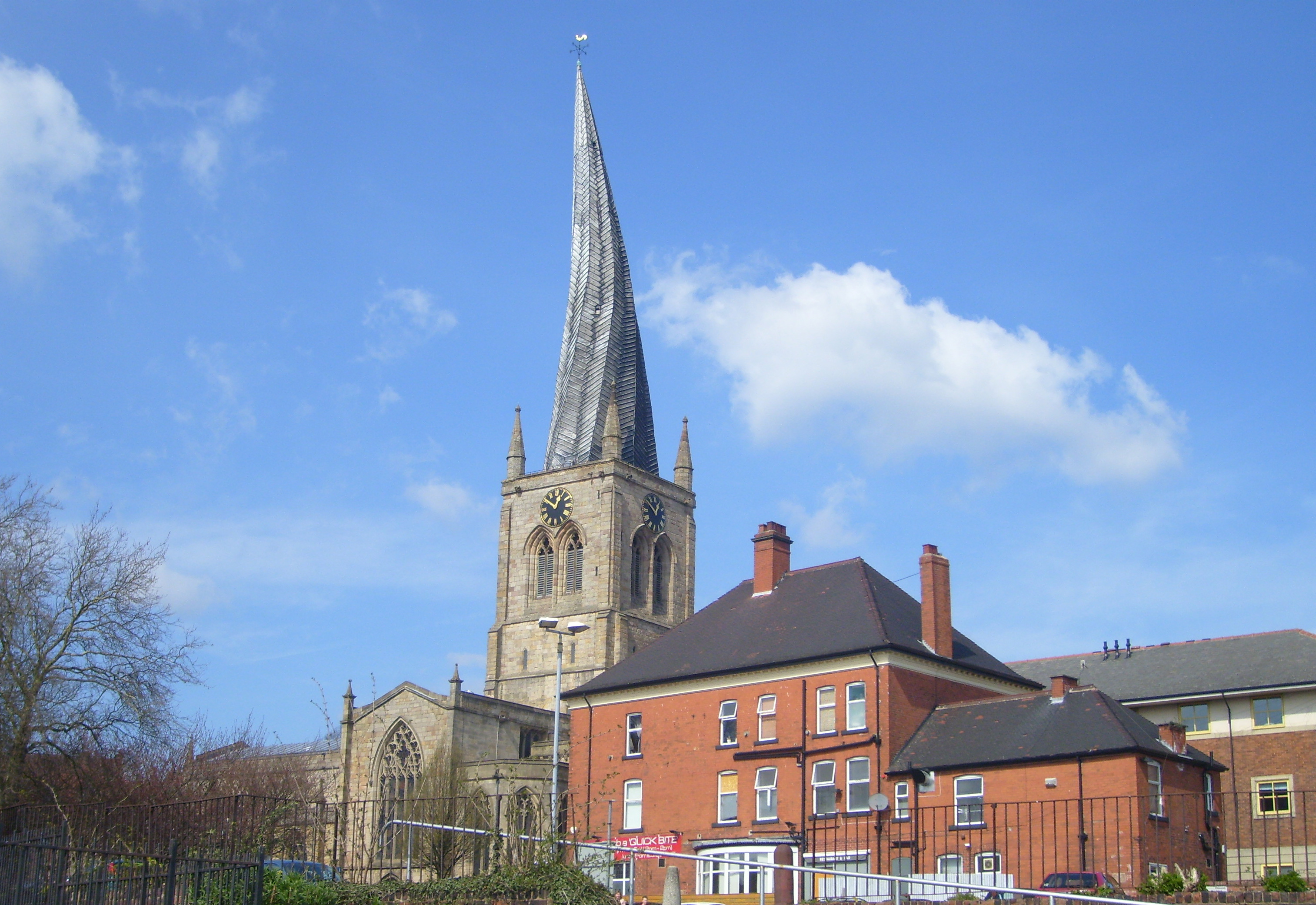
Från en annan vinkel.
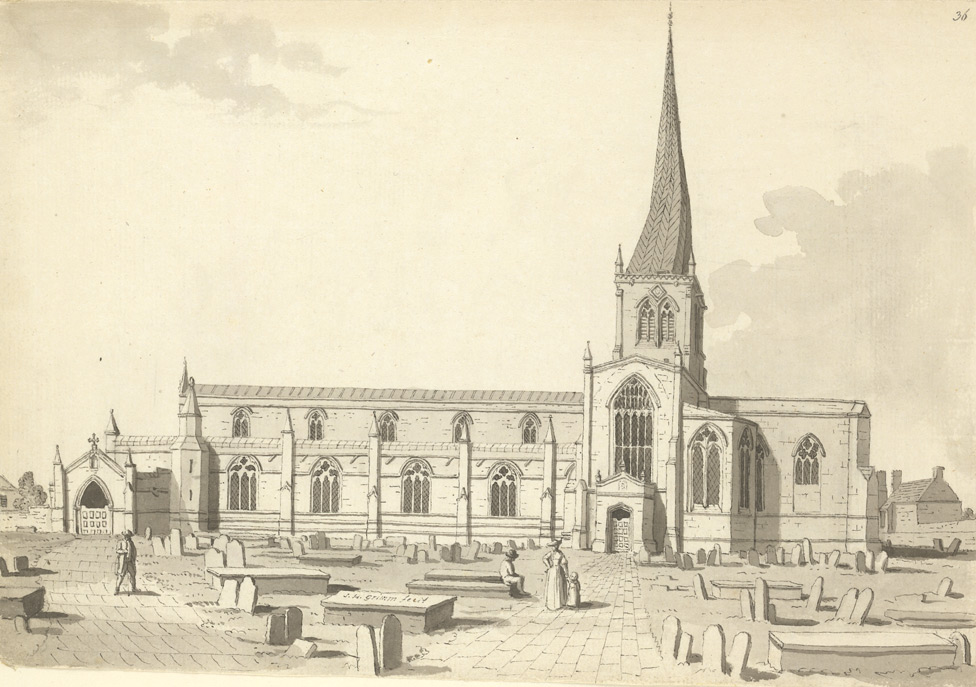
Kyrkan på 1700-talet.
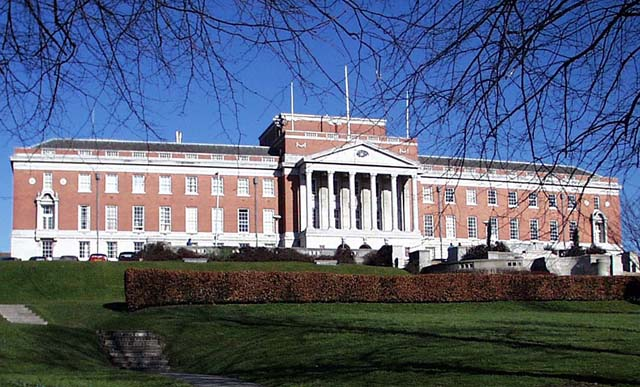
Stadshuset i Chesterfield.
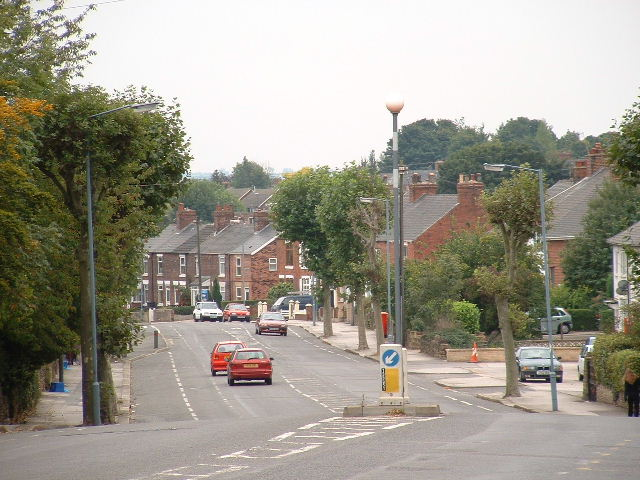
Gata i Chesterfield.